# Башня Радекан

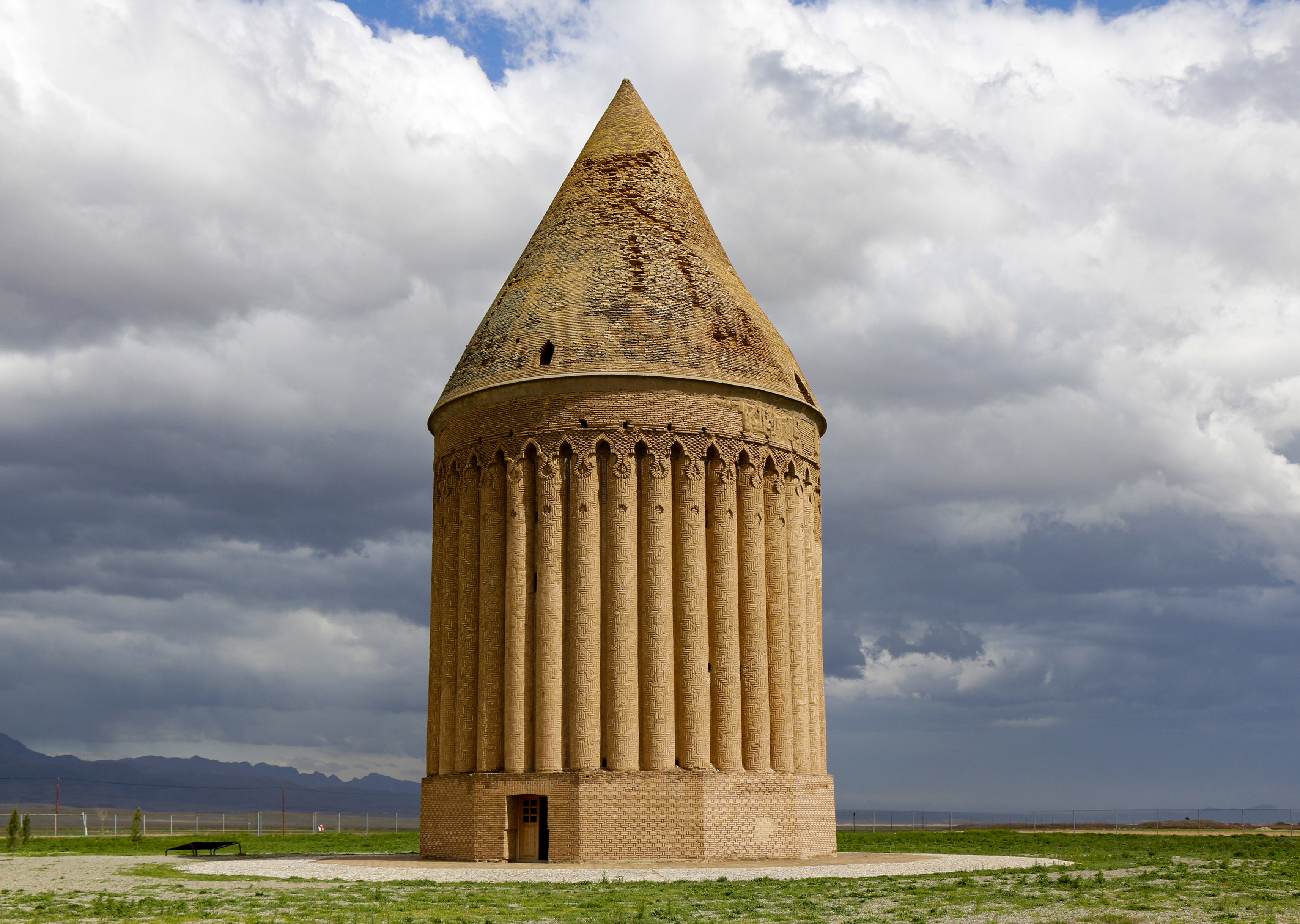
Башня Радекан

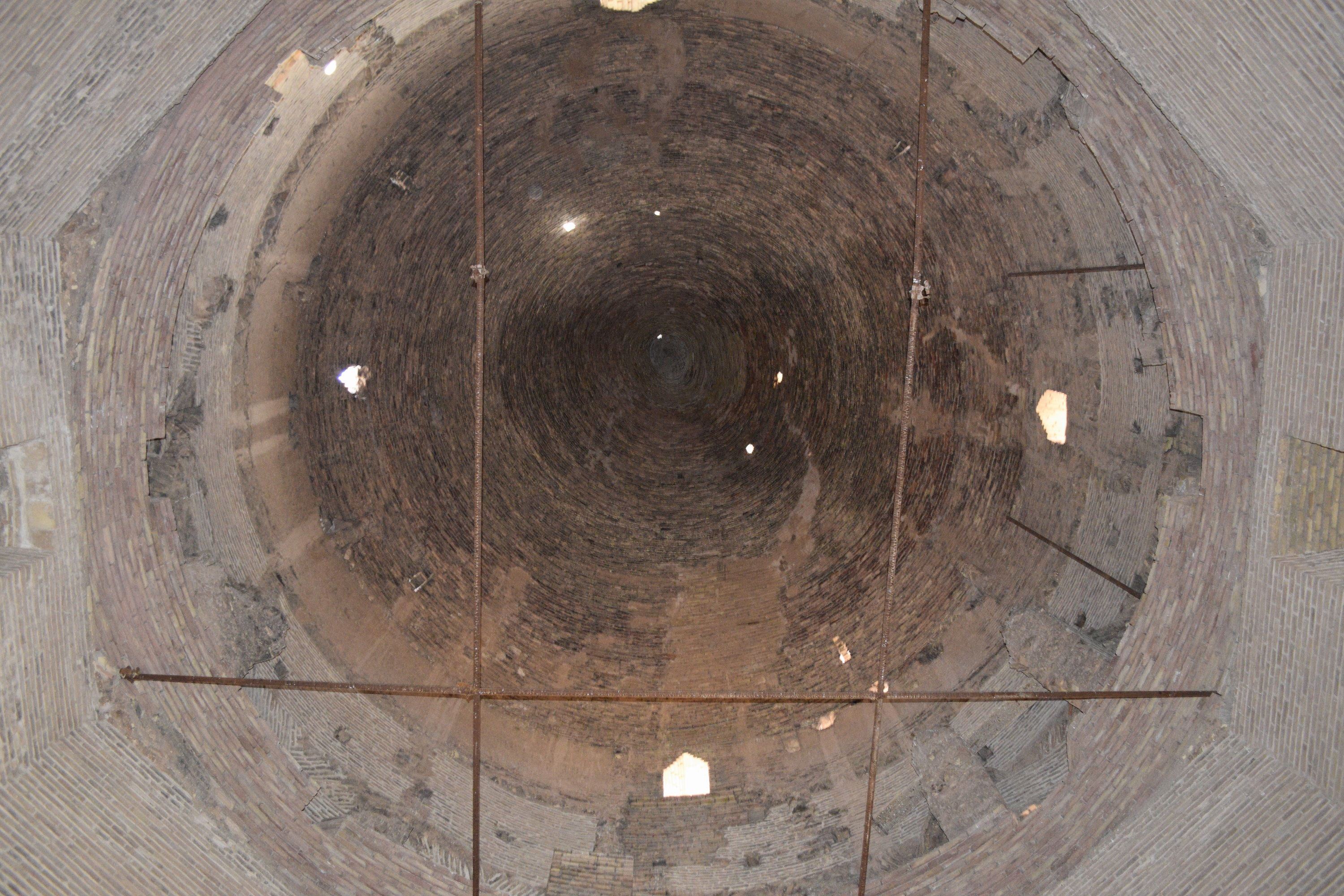
Свод башни Радекан

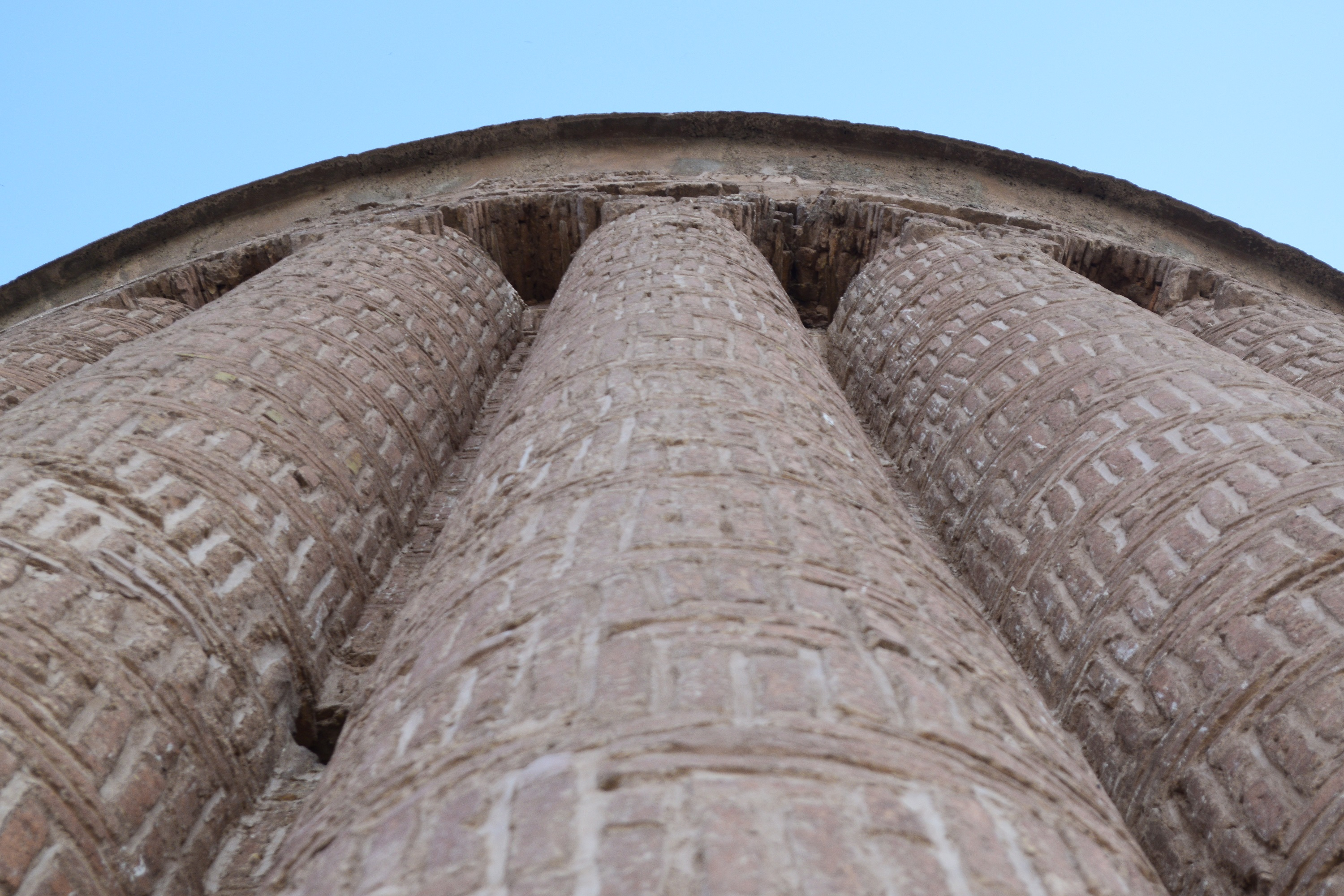

Башня Радекан (перс.  برج رادکان‎) — астрономическая башня в деревне Радекан, округ Ченаран, провинция Хорасан-Резави, Иран. Башня Радекан находится в 80 километрах от Мешхеда, столицы провинции.

## Описание
Высота башни Радекан составляет 35 метров, внутренний диаметр — 14 метров. Высота стены, окружающей башню составляет 5,2 метра, а её диаметр — 20 метров. Внешние стены делят башню колоннами на 12 частей. Внутри башни также расположено 8 колонн. В стене, окружающей башню, есть две двери, которые расположены ровно друг напротив друга. Каждая стена по горизонтали башни охватывает угол 30 градусов.
Расположение дверей не случайно: они находятся напротив точки зимнего восхода солнца и летнего заката.
Башня построена из кирпича, в некоторых местах видны следы штукатурки.

## Предназначение
В настоящее время исследователи установили, что данная башня использовалась астрономами для наблюдения за звездным небом. Вершина башни направлена в сторону полярной звезды.
Создатели башни построили две стены, которые параллельны стенам основного комплекса: эти стены находятся напротив меридиана. Таким образом, с помощью башни можно определять конец и начало времен года, начала нового года (Ноуруза) и високосные годы.
Когда солнце достигает угла 60 градусов над горизонтом, лучи проходят через одну из дверей. Если лучи восходящего солнца проходят через обе двери, это значит, что прошла сама длинная ночь в году — с 21 на 22 декабря. В Иране это обозначает начало зимнего месяца дея. Если же лучи закатного солнца проходят через обе двери — это сигнализирует о том, что прошла самая короткая ночь в году — с 20 на 21 июня — и начался иранский месяц тир.
Под куполом башни сооружено 12 проемов, с помощью которых древние астрономы могли определять начало четырёх месяцев: фарвардина, тира, мехра и дея — именно эти месяцы открывают иранские времена года: весну, лето, осень и зиму соответственно.

## История создания
После обнаружения объекта исследователи предполагали, что башня Радекан была построена в период правления династии Ильханидов как гробница для одного из правителей. Однако спустя несколько лет ученые поняли, что конструкция башни не так проста, как кажется на первый взгляд.
Исторические документы свидетельствуют о том, что архитектором башни Радекан был древний персидский механик, астроном и математик Насер ад-Дин ат-Туси. Туси был знатоком греческой науки, он изучил труды всех известных на тот момент древнегреческих философов и ученых. Он опроверг птолемееву теорию движения Луны и создал новую теорию о движении звезд.
Точная дата постройки неизвестна, предполагается, что башня была возведена в середине XIII века.
После башни Радекан Туси возвел ещё одну научную лабораторию: Марагинскую обсерваторию и создал новую теорию о движении звезд.
Она была построена также в XIII веке и просуществовала до середины XVI века, будучи крупнейшей обсерваторией той эпохи.

## Современное использование
На данный момент внутри башни Радекан находится музей.